# Steriphoma
Steriphoma, biljni rod u porodici kaparovki. Jedina vrsta je  B. nemorosa, drvo iz tropske Južne Amerike (sjeverna Venezuela i Kolumbija).
Postoji 7 vrsta u Srednjoj i Južnoj Americi. Kew rod Steriphoma tretira kao sinonim za Morisonia. Tipična vrsta je Steriphoma cleomoides Spreng., sinonim za Morisonia paradoxa (Jacq.) Christenh. & Byng, odnosno  Steriphoma paradoxum, drvo ili grm iz Srednje Amerike, Venezuele i Kolumbije. Rod je opisan u Systema Vegetabilium, editio decima sexta 4(2): 130, 139. 1827.

## Vrste
1. Steriphoma clarum Standl.
2. Steriphoma colombianum Dugand
3. Steriphoma ellipticum (DC.) Spreng.
4. Steriphoma menispermifolium Cornejo & Mercado-Gom.
5. Steriphoma paradoxum (Jacq.) Endl.
6. Steriphoma peruvianum Spruce ex Eichler
7. Steriphoma urbani Eggers

## Sinonimi
- Roemera Tratt.; Gen. Pl. Disp. 88 (1802)
- Hermupoa Loefl.; It. 307 (1758)
- Stephania Willd.; Sp. Pl. 2: 239 (1799)